# المؤتمر الدولي لدعم الانتفاضة الفلسطينية بطهران

شعار المؤتمر السادس: "معا لدعم فلسطين"

المؤتمر الدولي لدعم الانتفاضة الفلسطينية بطهران هو مؤتمر دوليّ يُعقد كلّ بضع سنوات في العاصمة الإيرانية طهران بحضور رؤساء ووُفود البرلمانات الوطنية والاستشارية والفصائل الفلسطينية وقوى وأحزاب عربية وإسلامية وحشد من العلماء والمفكرين والوجوه العلمية والثقافية والسياسية من مختلف دول العالم وكذلك المنظمات غير الحكومية الداعمة للمقاومة الفلسطينية وعدد من الناشطين الفلسطينيين وداعمي المقاومة ومشاركة واسعة للفصائل الفلسطينية مثل حركة فتح وحركة حماس وحركة الجهاد والجبهة الشعبية-القيادة العامة والجبهة الديمقراطية.
تمّ الموافقة على إقامة المؤتمر الدولي لدعم الانتفاضة الفلسطينية تنفيذا لقانون حماية الثورة الإسلامية للشعب الفلسطيني الذي وافق علیه مجلس الشورى الإسلامي في إيران في عام 1990.
وبحلول عام 2017 قد عقدت ستة مؤتمرات دولية لدعم الانتفاضة الفلسطينية في إيران في نقاط تحول تاريخية في المنطقة وفلسطين.

## خلفية

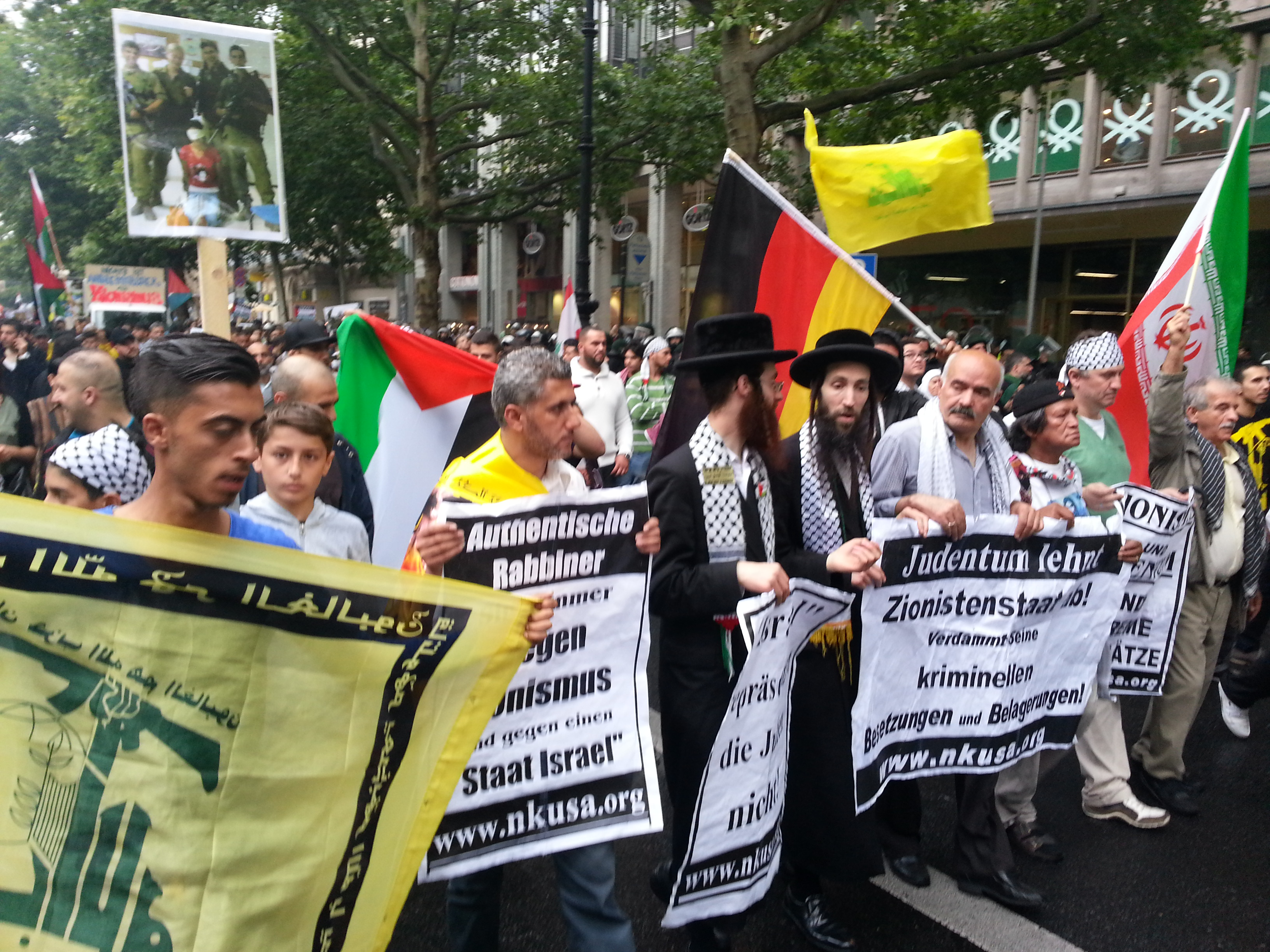
مسيرة يوم القدس في برلين- عام 2014

دأبت الجمهورية الاسلامية الايرانية منذ تأسيسها سنة 1979 على يد الإمام الخميني على مساعدة الفلسطينيين لتحرير فلسطين. فقد قامت بطرد السفير الإسرائيلي من طهران وجعلت مبنى السفارة الإسرائيلية مبنى لسِفارة دولة فلسطين. كذلك قدمت إيران إلى غزة الدعم المادي والعسكري أثناء الغزو الإسرائيلي لقطاع غزة. كما اقترح المرشد الأعلى للثورة الإسلامية الراحل في إيران آية الله روح الله الخميني تسمية الجمعة الأخيرة من شهر رمضان بيوم القدس من أجل إحياء القضية الفلسطينية والتضامن مع الشعب الفلسطيني حيث قال:
«وإنني أدعو المسلمين في جميع أنحاء العالم لتكريس يوم الجمعة الأخيرة من هذا الشهر الفضيل من شهر رمضان المبارك ليكون يوم القدس، وإعلان التضامن الدولي من المسلمين في دعم الحقوق المشروعة للشعب المسلم في فلسطين.» وصادق مجلس الشورى الإسلامي في إيران في عام 1990 على قانون حماية الثورة الإسلامية للشعب الفلسطيني ووافق على إقامة المؤتمر الدولي لدعم الانتفاضة الفلسطينية تنفيذا لهذا القانون. فبدأت طهران بعقد المؤتمر الأول لدعم الانتفاضة لكي تثبت أن المقاومة هي الحل للقضية الفلسطينية.

## تاريخ
تمّ الموافقة على إقامة المؤتمر الدولي لدعم الانتفاضة الفلسطينية تنفيذا لقانون حماية الثورة الإسلامية للشعب الفلسطيني الذي وافق علیه مجلس الشورى الإسلامي في إيران في عام 1990. هذا القانون يعلن دعم شعب وحكومة جمهورية إيران الإسلامية من الشعب الفلسطيني المضطهد والمشرد حتى وصولهم إلى حقوقهم المقصودة. ويكلّف القانون أيضا مجلس إدارة مجلس الشورى الإسلامي بتكثيف وتوسيع هذا الدعم بطرق مختلفة مثل عقد مؤتمرات من ممثلي الدول الإسلامية والعلماء في الفرص المناسبة.
وبحلول عام 2011 قد عقدت خمسة مؤتمرات دولية لدعم الانتفاضة الفلسطينية في إيران في نقاط تحول تاريخية في المنطقة وفلسطين. والمؤتمر السادس عقد في 21 فبراير 2017 في طهران بحضور قائد الثورة الإسلامية ورئيس الجمهورية ورئيس مجلس الشورى الإسلامي، ورئيس السلطة القضائية الإيرانية وبمشاركة 700 ضيف من 80 دولة على مستوى رؤساء البرلمانات ونوابهم ورؤساء اللجان البرلمانیّة، إضافة إلى شخصیّات في حركات المقاومة.

## المؤتمر خلال سنوات 1991-2017

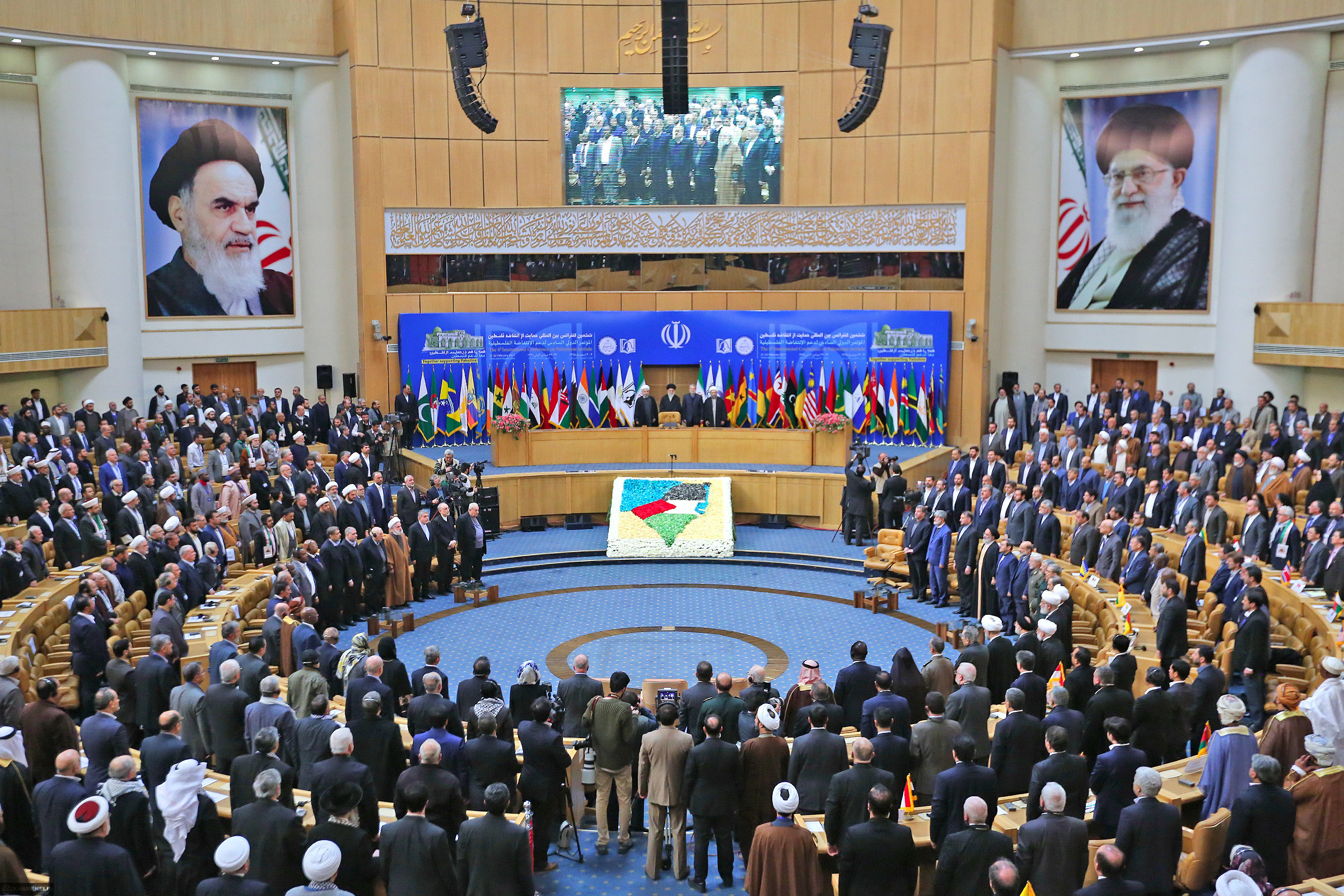
المؤتمر السادس في طهران

حتى الآن قد عقدت ستة مؤتمرات دولية لدعم الانتفاضة الفلسطينية في إيران في نقاط تحول التاريخية في المنطقة وفلسطين:
1. أقيم أول مؤتمر في أكتوبر عام 1991 في ذكرى الانتفاضة الفلسطينية الأولى (انتفاضة الاستقلال)، حيث شارك فيه عدد كبير من الناشطين الفلسطينيين وداعمي المقاومة.[3][10]
2. المؤتمر الثاني (أبريل 2001): مقارنا بالانتفاضة الفلسطينية الثانية (انتفاضة الأقصى) وفي دعمها.
3. المؤتمر الثالث (أبريل 2006): بالتزامن مع تصرفات إسرائيل لتخريب باب المغاربة، في الجزء الغربي من المسجد الأقصي، وفي دعم القدس الشريف.
4. المؤتمر الرابع (مارس 2009): بعد أن غزا إسرائيل قطاع غزة، ودعما للموقف الأسطوري للأمة والمقاومة الفلسطينية ضد هذا الغزو الدامي.
5. عقد المؤتمر الخامس في الأول والثاني من أكتوبر 2011 في طهران تحت شعار «فلسطين: وطن الفلسطينيين» (باللغة الفارسية) و«الفلسطينيون لا يبحثون عن وطن: وطنهم فلسطين» (باللغة العربية).
6. المؤتمر السادس عقد في 21 فبراير 2017 في طهران[5] كما يعتقد غسان بن جدو «بسبب انقسام الأمة الإسلامية ونُشوب نيران الحروب العبثية في سوريا والعراق وليبيا واليمن والمؤامرات التي تحاك ضد الأمة الإسلامية والمقاومة»[3] والهدف كما يؤكد القائمون على المؤتمر هو «إعادة البوصلة وتصحيح مسار الصراع الذي جرى تحويله من صراع عربي ــ إسرائيلي إلى صراع عربي ــ عربي، وعربي ــ فارسي».[12]

## المؤتمر السادس
المؤتمر السادس عقد في 21 فبراير 2017 في طهران بحضور آية الله العظمی السيد علي الخامنئي قائد الثورة الإسلامية وحسن روحاني رئيس الجمهورية وعلي لاريجاني رئيس مجلس الشورى الإسلامي، وصادق لاريجاني رئيس السلطة القضائية الإيرانية وبمشاركة 700 ضيف من 80 دولة على مستوى رؤساء البرلمانات ونوابهم ورؤساء اللجان البرلمانیّة، إضافة إلى شخصیّات في حركات المقاومة.
وفق ما قاله المتحدث باسم المؤتمر السادس كاظم جلالي، تم توجيه دعوات للمشاركة في المؤتمر لهيئات وجمعيات داعمة للانتفاضة الفلسطينية، ومحور المقاومة من جميع أنحاء العالم، حيث شارك 700 ضيفاً من 80 وفداً عالميًا في المؤتمر ورئيس مجلس الشورى الإسلامي في إيران علي لاريجاني تولّى رئاسة للمؤتمر.

### شخصيات مشاركة
كما ذكر عقد المؤتمر السادس بمشاركة 700 ضيف من 80 دولة على مستوى رؤساء البرلمانات ونوابهم ورؤساء اللجان البرلمانیّة، إضافة إلى شخصیّات في حركات المقاومة. ومن ضمن المشاركين: 
| - قائد الثورة الإسلامية في إيران آية الله السيد علي الخامنئي - رئيس الجمهورية الإيرانية حسن روحاني - رئيس السلطة القضائية الإيرانية آية الله صادق لاريجاني - رئيس مجلس الشورى الإسلامي في إيران علي لاريجاني - رئيسة مجلس الشعب السوري: هدية عباس - قيادي في حركة حماس: سامي أبو زهري - نائب أمين عام جمعية العمل الإسلامي الشيخ عبد الله الصالح - نائب في مجلس النواب الفنزويلي عادل الصغير - عضو المجلس السياسي لحركة أنصار الله في اليمن: الشيخ محمد القبلي | - رئيس حزب الرفاه والعضو في البرلمان الموريتاني: محمد ولد فال - قائد حركة الجهاد الإسلامي الفلسطينية رمضان عبدالله شلح - نائب الأمين العام لحزب الله الشيخ نعيم قاسم، على رأس وفد من حزب الله يضم نوابًا وأعضاء من المجلس السياسي للحزب. - رئيس البرلمان اللبناني نبيه بري - رئيس مجلس الشورى العماني خالد المعولي - الرئيس السابق للدائرة السياسية في منظمة التحرير الفلسطينية فاروق القدومي - رئيس المجلس التشريعي الفلسطيني سليم الزعنون - رئيس البرلمان الماليزي أمين موليا |

### البيان الختامي
تبنّى البيان الختامي للموتمر السادس خطاب قائد الثورة الإسلامية في إيران آية الله الخامنئي كوثيقة أساسية لهذا الموتمر، مؤكداً على مواصلة مقاومة الشعب الفلسطيني في مواجهة الكيان الصهيوني. وأكد البيان على الدعم الشامل للمجاهدين الفلسطينيين وفصائل المقاومة والإشادة بنضالهم ومساعيهم لرص الصف والوحدة. وشدد على المطالبة باتخاذ إجراءات عاجلة وملحة من قبل المجتمع الدولي للحؤول دون تغيير طابع وهوية مدينة القدس الشريف.
وأكد البيان على بذل المزيد من الجهود لانهاء 7 عقود من الاحتلال والحفاظ على الوحدة الترابية الفلسطينية ببعدها التاريخي. وأشاد بالمقاومة في لبنان وما أنجزته، مشدداً على ضرورة مواصلة النضال والكفاح من أجل تحرير ما تبقّى من أرض محتلة بما فيها مرتفعات الجولان. كما جدد التأكيد على الخطر المتزايد للسلاح النووي الصهيوني وطالب المنظمات الدولية بالقيام بواجباتها لنزعه.